# أدوسيندا
أدوسيندا الأستورياسية هي ملكة أستورياس القرينة في عهد زوجها سايلو من 774 إلى 783، هي ابنة ألفونسو الأول وإرميسيندا ابنة أول ملك أستورياس بيلايو، وهي شقيقة فروبلا الأول.